# Chris Duarte
Christopher "Chris" Theoret Duarte (Montreal, 13 de junho de 1997) é um jogador canadense-dominicano de basquete profissional que atualmente joga no Chicago Bulls da National Basketball Association (NBA).
Ele jogou basquete universitário no Northwest Florida State College e na Universidade de Oregon e foi selecionado pelos Pacers como a 13º escolha geral no draft da NBA de 2021.

## Início da vida e carreira no ensino médio
Duarte nasceu em Montreal, Canadá, mas cresceu e foi criado em Puerto Plata, na República Dominicana. Seu pai, um canadense, morreu quando ele tinha seis meses de idade. Ele compartilhou o amor pelo basquete com seu irmão mais velho. Ele se mudou da República Dominicana para Nova York para jogar seus dois últimos anos de basquete no ensino médio na Redemption Christian Academy em Troy.
Classificado como o quinto melhor jogador de Nova York pela 247Sports, Duarte originalmente se comprometeu a jogar basquete universitário em Western Kentucky, mas começou sua carreira no Northwest Florida State College.

## Carreira universitária

### Northwest Florida State (2017–2019)
Em sua temporada de calouro no Northwest Florida State College, Duarte teve médias de 12,1 pontos, 6,7 rebotes e dois roubos de bola em 23,3 minutos e foi selecionado para a Primeira-Equipe da Conferência Panhandle após ajudar seu time a chegar à Elite Eight do Torneio da NJCAA.
Em 20 de setembro de 2018, ele anunciou que continuaria sua carreira na Universidade de Oregon da Divisão I da NCAA após mais uma temporada em Northwest Florida State.
Em seu segundo ano, Duarte teve médias de 19 pontos, 7,1 rebotes e 2,5 assistências e ajudou sua equipe a retornar ao Elite Eight do Torneio da NJCAA. Ele foi reconhecido como Jogador do Ano da NABC NJCAA e Jogador do Ano da Conferência Panhandle pela votação da mídia e dos treinadores.

### Oregon (2019–2021)
Em 5 de novembro de 2019, Duarte fez sua estreia por Oregon e marcou 16 pontos na vitória contra Fresno State. Em 29 de dezembro, ele registrou 31 pontos, seis assistências e cinco rebotes em uma vitória por 98-59 sobre Alabama State. Um dia depois, ele foi nomeado o Jogador da Semana da Conferência Pac-12.
Em 23 de janeiro de 2020, Duarte registrou 30 pontos, 11 rebotes e oito roubos de bola na vitória por 79-70 sobre USC. Ele estabeleceu o recorde da Matthew Knight Arena de mais roubos de bola em um único jogo e se tornou o primeiro jogador da Divisão I com pelo menos 30 pontos, 11 rebotes e oito roubos de bola desde Alvin Young do Niagara em 1999. Duarte foi posteriormente nomeado Jogador da Semana da Pac-12 pela segunda vez e Jogador Nacional da Semana da Associação de Escritores de Basquete dos Estados Unidos (USBWA). Ele terminou a temporada com médias de 12,9 pontos, 5,6 rebotes e 1,7 roubos de bola.
Durante a temporada de 2020-21, Duarte levou Oregon a uma aparição no Sweet Sixteen do Torneio da NCAA. Em 3 de abril de 2021, Duarte foi nomeado o ganhador do Prêmio Jerry West de 2021 como o melhor armador do basquete universitário. Ele foi também reconhecido como o Jogador do Ano da Pac-12 e para a Terceira-Equipe All-American pela Associated Press.
Em 29 de março de 2021, o técnico do Oregon, Dana Altman, indicou em uma entrevista coletiva que Duarte entraria no draft da NBA de 2021.

## Carreira profissional

### Indiana Pacers (2021–2023)
Duarte foi selecionado pelo Indiana Pacers como a 13ª escolha no draft da NBA de 2021. Em 4 de agosto de 2021, ele assinou um contrato de 4 anos e US$17 milhões com os Pacers.
Em 20 de outubro, Duarte fez sua estreia na NBA e registrou 27 pontos, cinco rebotes e um roubo de bola em uma derrota por 123-122 para o Charlotte Hornets. Ele estabeleceu o recorde de mais pontos em sua estreia como novato pelos Pacers. Em 4 de abril de 2022, ele foi descartado pelo restante da temporada com uma lesão no dedo do pé.

### Sacramento Kings (2023–2024)
Em 6 de julho de 2023, Duarte foi negociado com o Sacramento Kings por duas futuras escolhas de segunda rodada.

### Chicago Bulls (2024–Presente)
Em 8 de julho de 2024, Duarte foi negociado com o Chicago Bulls como parte do acordo que enviou DeMar DeRozan para o Kings.

## Estatísticas da carreira

### NBA

#### Temporada regular
| Ano      | Equipe     | PJ  | PT | MPJ  | AP   | 3P   | LL   | RT  | AS  | BR  | TO | PPJ  |
| -------- | ---------- | --- | -- | ---- | ---- | ---- | ---- | --- | --- | --- | -- | ---- |
| 2021–22  | Indiana    | 55  | 39 | 28.0 | .432 | .369 | .804 | 4.1 | 2.1 | 1.0 | .2 | 13.1 |
| 2022–23  | Indiana    | 46  | 12 | 19.5 | .369 | .316 | .847 | 2.5 | 1.4 | .5  | .2 | 7.9  |
| 2023–24  | Sacramento | 59  | 11 | 12.2 | .381 | .346 | .788 | 1.8 | .7  | .5  | .1 | 3.9  |
| Carreira | Carreira   | 160 | 62 | 19.9 | .393 | .343 | .813 | 2.8 | 1.4 | .6  | .1 | 8.2  |

### Universitário
| Ano      | Equipe                  | PJ  | PT | MPJ  | AP   | 3P   | LL   | RT  | AS  | BR  | TO  | PPJ  |
| -------- | ----------------------- | --- | -- | ---- | ---- | ---- | ---- | --- | --- | --- | --- | ---- |
| 2017–18  | Northwest Florida State | 32  | 1  | 23.3 | .546 | .367 | .700 | 6.7 | 1.8 | 2.0 | .4  | 12.1 |
| 2018–19  | Northwest Florida State | 33  | 33 | 31.1 | .541 | .400 | .808 | 7.1 | 2.5 | 1.2 | 1.1 | 19.0 |
| 2019–20  | Oregon                  | 28  | 28 | 30.1 | .414 | .336 | .795 | 5.6 | 1.6 | 1.7 | .5  | 12.9 |
| 2020–21  | Oregon                  | 26  | 26 | 34.1 | .532 | .424 | .810 | 4.6 | 2.7 | 1.9 | .8  | 17.1 |
| Carreira | Carreira                | 119 | 88 | 29.6 | .508 | .381 | .778 | 6.0 | 2.1 | 1.7 | .7  | 15.2 |

Fonte: